# Samuel Richardson
Pour les articles homonymes, voir Sam Richardson et Richardson.
Samuel Richardson est un écrivain anglais, né le 19 août 1689 dans le comté de Derby et mort le 4 juillet 1761 à Londres.

## Biographie
Fils d’un menuisier, placé comme apprenti chez un imprimeur, Richardson s’éleva, par le travail et la bonne conduite, à la considération et à la richesse. Il devint imprimeur de la Chambre des communes, maître de sa corporation, imprimeur du roi. Ses dernières années se passèrent dans une agréable retraite, au milieu d’un cercle d’admiratrices dévouées, qui l’entouraient de leurs soins.
Richardson avait cinquante ans lorsque, à la demande de plusieurs libraires, il se mit à écrire un recueil de lettres morales ; à mesure qu’il poussait son travail, une idée dramatique s’y joignait et il en résulta Paméla ou la Vertu récompensée (Londres, 1740, 2 vol.). Le succès énorme de cet ouvrage fit instantanément de Richardson un des écrivains les plus connus et admirés de son époque. Henry Fielding a parodié Pamela à deux reprises, l’une avec le roman épistolaire anonyme Shamela, puis avec Joseph Andrews, histoire du frère de Pamela. Eliza Haywood s’est également mise de la partie avec son Anti-Pamela (1741) qui a été un de ses romans les plus connus.
Ce succès durait encore lorsque, huit ans plus tard, Richardson publia son second roman, Clarisse Harlowe (Ibid., 1748, 7 vol. in−8°). Ce roman a été porté plusieurs fois à la scène, notamment par Lessing, dans Miss Sara Sampson et, en France, par Népomucène Lemercier.
Le troisième roman de Richardson, Histoire de Sir Charles Grandison (Ibid., 1753, 8 vol. in−8°), offre l’idéal d’un gentilhomme vertueux comme Clarisse offrait l’idéal d’un élégant scélérat ; malheureusement le type est monotone et, l’auteur ne connaissant pas assez le grand monde pour les peintures qu’il voulait en faire, le génie de l’auteur ne se retrouve que dans l’épisode de Clémentine, une jeune Italienne devenue folle parce qu’elle ne peut pas épouser le gentilhomme protestant qu’elle aime.
Grand en Angleterre, le succès de Richardson fut encore plus grand en France. Diderot le loua dans son Éloge de Richardson en ces mots : « On m’interroge sur ma santé, sur ma fortune, sur mes parents, sur mes amis. Ô mes amis ! Paméla, Clarisse et Grandison sont trois grands drames ! »  Les trois romans épistolaires de Richardson ont facilement été transposés à la scène grâce à son génie éminemment tragique qui fait de la passion sa spécialité.
Considéré comme un des plus grands écrivains du XVIIIe siècle, Richardson a influencé des écrivains tels que Jane Austen, Goethe, Jean-Jacques Rousseau ou Choderlos de Laclos. Ses romans ont été traduits en français par l’abbé Prévost, Letourneur, Monod, Yves Barré.

## Source
- Gustave Vapereau, Dictionnaire universel des littératures, Paris, Hachette, 1876, p. 1732-3